# Georgetown (Californie)
Pour les articles homonymes, voir Georgetown.
Georgetown est une census-designated place du comté d'El Dorado, en Californie, aux États-Unis, située dans la Sierra Nevada. Elle comptait 962 habitants au recensement effectué en 2000.

## Démographie
| 2000  | 2010  | - | - | - | - |
| ----- | ----- | - | - | - | - |
| 1 804 | 2 367 | - | - | - | - |